# 沼泽鸟属
沼泽鸟属（学名：Telmatornis）是种已灭绝的史前鸟类，被认为属于鸻形目。末鸟生存于晚白垩世，遗骸发现于美国新泽西州的纳夫辛克组（早马斯特里赫特期，距今7100至6800万年左右）。该属迄今仅含一个种：原始沼泽鸟（Telmatornis priscus）。
沼泽鸟的归属仍有些不确定。有段时间将沼泽鸟与其它来自白垩纪—古新世边界附近的水鸟分类单元一同归入形态分类群“始鸬鹚科”（"Graculavidae"），即所谓的“过渡型滨鸟”，但该科如今已被视为非自然类群。一些资料误称其与鸭子和鹅近缘。其原因是早期雁形目帝王鸭翼鸟曾被归入沼泽鸟属。然而，霍普（2002年）指出沼泽鸟与鸻形目成员存在许多共同特征，这是一群古老而多样的现生鸟类，成员包括海鸥、海雀、涉禽等。
一项对前肢骨骼的系统发育分析（瓦里基奥，2002年）发现其与鳳頭鷿鷈高度相似，与彩三趾鹑（如今发现是鸻形目的一支原始谱系）、黑颈长脚鹬（一类更进阶的鸻形目）或秧鹤（为鹤形目鹤亚科的成员）均不同，也就是说其肱骨背侧髁与肱骨长轴的夹角不是20到30度。分析未得出任何系统发育模式，只是将一些翅膀形状相似的鸟归为一类，另一些维持孤立。故目前仍不清楚沼泽鸟与䴙䴘的明显相似性是否代表一种进化关系，或沼泽鸟是否只是有着类似䴙䴘的翅膀。